# Hole-in-one

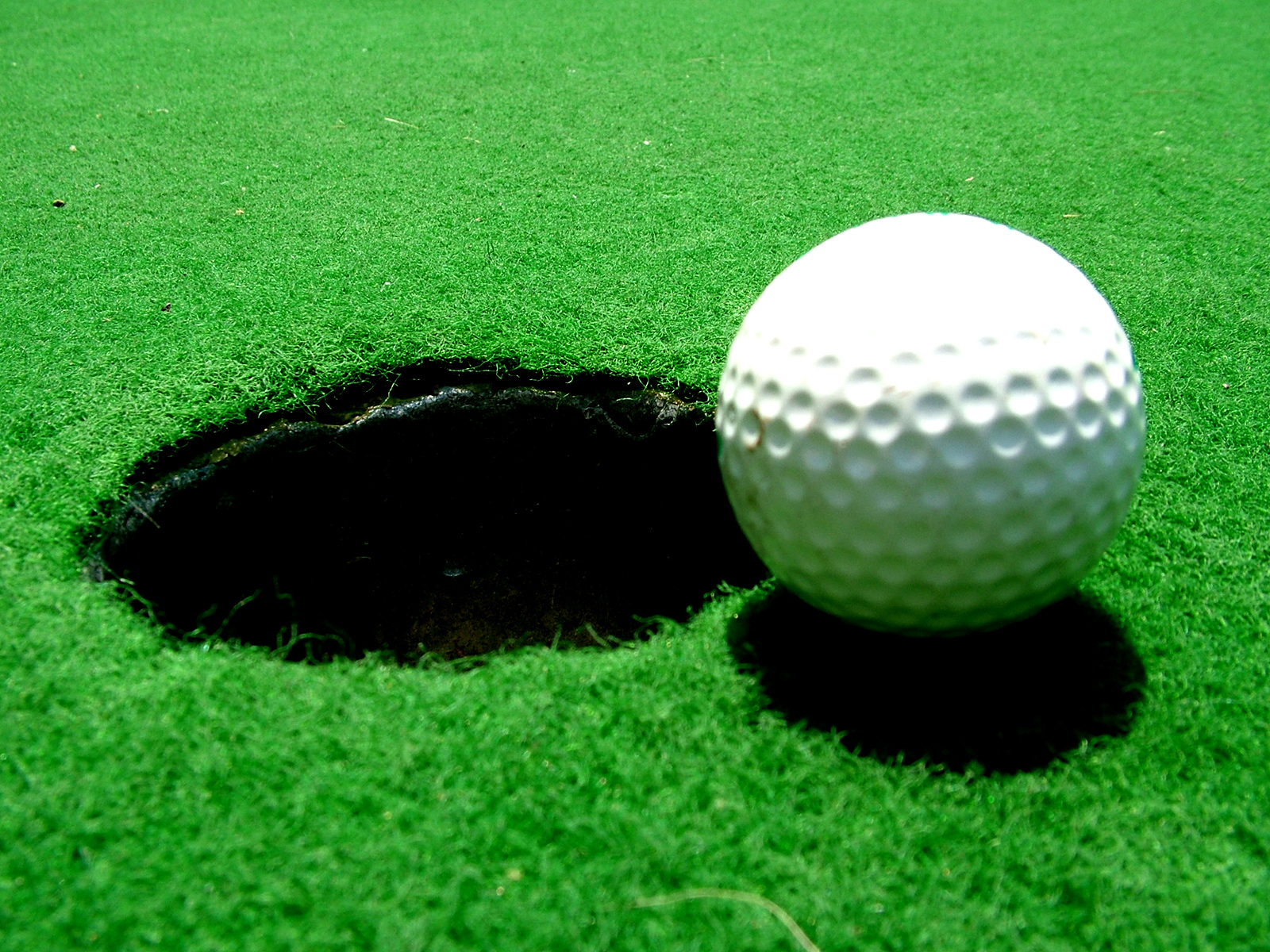
Golfový míček těsně před jamkou

Hole-in-one neboli Ace (tedy eso) se v golfu nazývá situace, kdy golfista zahraje jamku na jediný úder z odpaliště přímo do jamky (anglický termín „hole-in one“ doslova znamená „jamka jednou (ranou)“). V českém prostředí se rovněž používá označení holinka. Jde o mimořádný jev, nejčastěji se tak děje na tříparové jamce. Na tříparové jamce je to současně eagle, tedy dvě rány pod par. Na jamkách s parem větším než tři jde o zcela výjimečný jev, nicméně na čtyřparové jamce je to současně albatros (tři rány pod par) a na pětiparové jamce kondor (čtyři rány pod par).
Holes-in-one (esa) se zaznamenávají také v disc golfu (sport s létajícím talířem). Současný světový rekord pro nejdelší eso v tomto sportu drží Brent Bell, který tento rekord ustanovil v roce 2002 na Big Sky State Games na hřišti Diamond X Disc Golf Course ve městě Billings ve státě Montana v USA.

## Četnost výskytu
Esa jsou obecně vzácná, dovednosti golfisty zvyšují pravděpodobnost jejich dosažení, ale vždy velkou roli hraje štěstí. Existují i na čtyřparových a pětiparových jamkách, ale délky i tvar a terén většiny těchto jamek prakticky znemožňují dosažení jamky jednou ranou. Je zvykem, že hráč, kterému se podaří zahrát eso, koupí drink každému v golfové klubovně. Někdy jsou za případné dosažení esa vypisovány zvláštní a hodnotné odměny, např. na některých PGA Tour turnajích to bývá automobil značky, která je sponzorem turnaje.

### Památná esa
Mezi nejpamátnější esa patří eso dosažené v roce 1973 na 102. ročníku The Open Championship na hřišti Troon Golf Club ve Skotsku, kde ho zahrál americký golfista italského původu Gene Sarazen ve věku 71 let. Uvádí se, že Earl Dietering z města Memphis, stát Tennessee, je nejstarší osoba, která zahrála dokonce dvě esa během jednoho kola (ve věku 78 let).
Během druhého kola turnaje Martini International v roce 1971, na hřišti Royal Norwich Golf Club v Anglii, zahrál anglický golfista John Hudson dvě esa bezprostředně za sebou. První eso zahrál na tříparové 11. jamce o délce 195 yardů, přičemž pro odpal z týčka použil železo č. 4. Na následující čtyřparové jamce č. 12, o délce 311 yardů (vedoucí z kopce), použil k odpalu drive. Podle dostupných pramenů jde o jediný případ, kdy někdo zahrál dvě esa za sebou na významném profesionálním turnaji.
Přes obecnou vzácnost es, na Ryder Cupu bylo zaznamenáno hned 6 případů. První zahrál Peter Butler již v roce 1973 na 20. ročníku Ryder Cupu, který se hrál na hřišti Muirfield ve Skotsku. Následovala pauza 20 let, až v roce 1993 zahrál Nick Faldo eso na jubilejním 30. ročníku na hřišti Belfry v Anglii. V roce 1995 byla zaznamenána hned dvě esa (Costantino Rocca a Howard Clark na hřišti Oak Hill Country Club ve státě New York). Následovala znovu delší pauza, ale v roce 2006 byla na Ryder Cupu zahrána opět dvě esa (Paul Casey a Scott Verplank), obě na 14. jamce hřiště K Club v Irsku.
V roce 2016 (11. srpna) zahrál eso Justin Rose během prvního kola Olympijského golfového turnaje na Letních olympijských hrách 2016 v Rio de Janeiro. Dle dostupných zdrojů jde o první a zatím jediný případ esa v historii olympijských her. Na tříparové jamce o délce 189 yardů použil železo č. 7.

### Na pětiparové jamce
Do ledna 2021 je doloženo pouze pět případů, kdy byl zahrán kondor, tedy úder čtyři rány pod par neboli eso na pětiparové jamce. A žádný kondor nebyl dosažen na profesionálním golfovém turnaji. Jedno z těchto raritních es bylo dosaženo na jamce ve tvaru podkovy, pro úder bylo použito železo č. 3. Eso zahrál v roce 1995 Shaun Lynch, na hřišti Teign Valley Golf Club (Christow, Anglie) na jamce č. 17 o délce 496 yardů. Další kondor byl dosažen na bývalém hřišti Piedmont Crescent Golf Course, v roce 1973, když se míček několikrát odrazil na mimořádně tvrdé fairway, což bylo způsobeno dlouhodobým obdobím sucha.
Nejdelší eso na pětiparové jamce, dosažené přímým úderem, bylo zaznamenáno na jamce č. 9 na hřišti Green Valley Ranch Golf Club v Denveru v roce 2002. K překonání vzdálenosti 517 yardů (přibližně 473 metrů) přispěl řídký vzduch. Město Denver má přezdívku The Mile High City, protože se rozkládá v nadmořské výšce kolem 1600 metrů a golfové hřiště na východním okraji města je dokonce ve výšce asi 1650 metrů (39°47′18″ s. š., 104°44′56″ z. d.).

### Speciální soutěže
Příležitostně se konají speciální soutěže o dosažení esa, kde se nabízejí drahé ceny jako nové auto nebo dokonce hotovost až 4 milióny dolarů. Obvykle jsou takové drahé ceny zajištěny některou pojišťovnou. Pojistní matematici v takových společnostech spočítali šanci průměrného golfisty, že zahraje eso, na přibližně 1:12 500. Pravděpodobnost v případě profesionálního golfisty určili na 1:2500.